# Lexa
Léa Cristina Lexa Araújo (n. 22 februarie 1995, Rio de Janeiro, BRA), cunoscută profesional ca Lexa, este o actriță, cântăreață și cantautoare braziliană.

## Discografie

### Albums
- 2015 : Disponível

### EPs
- 2015 : Posso Ser

## Turnee
| Année | Tournée         | Note              |
| ----- | --------------- | ----------------- |
| 2015  | Disponível Tour | numai în Brazilia |